# Distribuzione di Gumbel
In teoria delle probabilità, la distribuzione di Gumbel o distribuzione del valore estremo di primo tipo, dall'inglese Extreme Value type 1 (EV1), è una distribuzione di probabilità continua a due parametri {\displaystyle \alpha } e {\displaystyle u} che viene usata per descrivere i valori estremi di una serie stocastica continua; il suo nome deriva dal fatto che fu sviluppata ed applicata ai valori estremi da Emil Julius Gumbel.
La funzione di densità di probabilità è data da:
{\displaystyle p(x)=\alpha \cdot \exp(\alpha \cdot (u-x)-\exp(\alpha \cdot (u-x)))}
dove:
- {\displaystyle \alpha ={\frac {1,283}{\sigma (x)}}}, essendo 1,283 lo scarto quadratico medio della variabile ridotta, mentre {\displaystyle \sigma (x)} è lo scarto quadratico medio del campione di dati;
- {\displaystyle u=\mu (x)-0,45\cdot \sigma (x)}, essendo {\displaystyle \mu (x)} la media del campione di dati.

o, equivalentemente, definendo: 
- {\displaystyle \beta ={{1} \over \alpha }} ;
- {\displaystyle z={\frac {x-u}{\beta }}};

si ha la forma più compatta:
{\displaystyle p(z)={\frac {1}{\beta }}\cdot \exp(-z-\exp(-z))}
La funzione di ripartizione è data da:
{\displaystyle P(x)=\exp(-\exp(\alpha \cdot (u-x)))}
Applicazioni notevoli di questa distribuzione sono le previsioni di eventi di piena o di siccità in idrologia o le previsioni di terremoti devastanti in geostatistica.